# Prédio da Casa Londres
O Prédio da Casa Londres, localizado na Praça Nereu Ramos, no município catarinense de Criciúma, abriga um dos tradicionais estabelecimentos comerciais da cidade.
Construído na década de 1920, o edifício possui dois pavimentos: o andar superior era residência das famílias proprietárias do prédio até a década de 1980, e no térreo funcionaram diferentes atividades comerciais. O estabelecimento, atualmente, é uma das lojas de tecido mais tradicionais de Criciúma.
O prédio ocupa um edifício inaugurado em 1921 que já exerceu como cenário para os mais diversos estabelecimentos comerciais. Em 1966 João Manoel da Rocha adquiriu a edificação, que já era conhecida como Casa Londres.
Em 1986, o prédio foi reformado, mas ainda conserva, externamente, os aspectos de sua edificação, que representam a memória do comércio. Em 2003, foi aprovado o tombamento do prédio pelo decreto n° 814/SA/2003.